# IC 3375
IC 3375 је појединачна звијезда у сазвјежђу Береникина коса која се налази на листи објеката дубоког неба у Индекс каталогу.
Деклинација објекта је + 27° 21' 54" а ректасцензија 12h 27m 40,2s.